# Die beiden Brüder (Hesse)

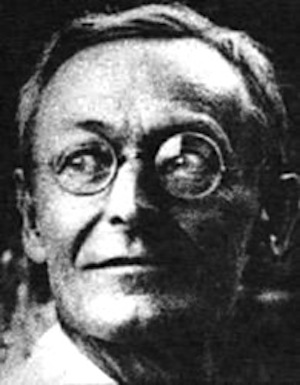
Hermann Hesse

Die beiden Brüder ist die früheste Prosaarbeit von Hermann Hesse. Der Autor schrieb das Märchen 1887 im Alter von 10 Jahren. Es wurde am 6. Januar 1951 in Zürich veröffentlicht.

## Handlung
Es waren einmal zwei Brüder. Der ältere behandelte den jüngeren, einen Krüppel, schlecht. Deswegen zog der jüngere von zu Hause fort und machte mit Diamantenbergbau sein Glück bei den Zwergen am Glasberg. Der ältere Bruder wurde im Krieg am Arm verwundet, musste betteln, kam am Glasberg vorbei und wollte auch ein paar Diamanten abbauen. Das aber misslang mit nur einem Arm. Der Kriegsversehrte traf auf seinen jüngeren Bruder, erkannte ihn aber nicht. Im Gespräch bereute der Ankömmling seine frühere Schlechtigkeit. Doch der jüngere gab sich zu erkennen und behielt den Bruder bei sich.
Titel und Handlung erinnern an das Zweibrüdermärchen, z. B. aus Grimms Märchen Die zwei Brüder, die Motive an Märchen mit Glasberg und Zwergen, z. B. Die Geschenke des kleinen Volkes.